# American Task Force on Palestine
La American Task Force on Palestine (ATFP) (en català: Força de Treball Americana a Palestina) és una organització fundada l'any 2003 per defensar l'interès nacional americà en promoure un final al conflicte entre israelians i palestins, a través de la creació d'un estat palestí capaç de viure al costat d'un estat israelià, en pau i amb seguretat. No està actiu des del 2016.
ATFP estava finançat íntegrament per la seva junta directiva i els seus seguidors. Mai va rebre finançament de cap govern o agència governamental. Els estats financers auditats i signats d'ATFP es publicaven en línia al seu lloc web.